# Akutagawa Ryūnosuke

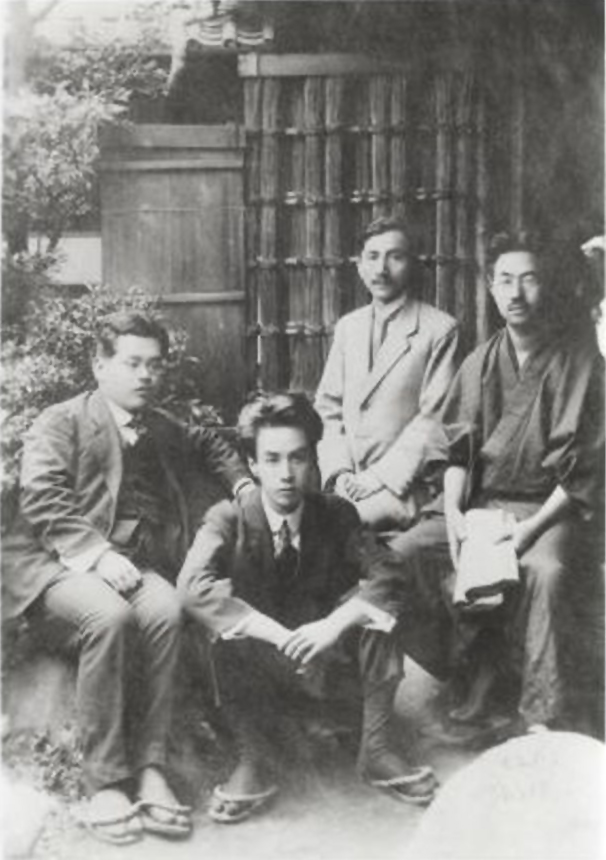
Akutagawa Ryūnosuke (zweiter von links)

Akutagawa Ryūnosuke (japanisch 芥川 龍之介; * 1. März 1892 in Tokio; † 24. Juli 1927 ebenda) war ein japanischer Dichter und Schriftsteller. Neben Essays und Lyrik schrieb er etwa 150 Kurzgeschichten, Erzählungen und Romane. Der bedeutendste japanische Literaturpreis, der Akutagawa-Preis, ist nach ihm benannt.

## Jugend, Werdegang und schriftstellerische Tätigkeit
Akutagawa wurde als Sohn des wenig erfolgreichen Milchviehhalters Niihara Toshizō in Tokio geboren. Bei seiner Mutter Fuku kam kurz nach seiner Geburt eine Psychose zum Ausbruch, worauf sie in eine Psychiatrie eingeliefert wurde. Dies hatte zur Folge, dass er keine emotionale Verbindung zu ihr aufbauen konnte, was ihn schwer belastete, wie er in seinem autobiografischen Werk Das Leben eines Narren schildert. Sie verstarb 1902 (Akutagawa war damals 10 Jahre alt). Allerdings wurde Akutagawa von seinem Onkel adoptiert und seine Tante konnte die Mutterrolle übernehmen. Erste Texte veröffentlichte er in der Zeit von 1912 bis 1916, als er an der Kaiserlichen Universität Tokyo englische Literatur studierte. Nachdem er drei Jahre lang als Englischlehrer tätig gewesen war, begann er für die Zeitung Ōsaka Mainichi zu schreiben.
Akutagawa benutzte gelegentlich Kurzgeschichten aus alten Quellen, die er überarbeitete. So stammen die Vorlagen zu den Kurzgeschichten Rashomon (羅生門), Hana (鼻) und Imogyu (芋粥) aus dem Konjaku Monogatarishū.
Noch als Student wollte er seine Jugendfreundin Yoshida Yayoi heiraten, doch seine Familie missbilligte die Verbindung. 1916 verlobte Akutagawa sich mit Tsukamoto Fumi, die er 1918 heiratete. Sie hatten drei Kinder, Hiroshi (1920), Takashi (1922) und Yasushi (1925–1989). Letzterer wurde ein bekannter Komponist.

## Tod und Nachlass
Ab 1919 verschlechterte sich Akutagawas Gesundheitszustand. Es handelte sich dabei ebenfalls um eine Psychose. Er hatte Halluzinationen und Angstzustände. In der damaligen Medizin hatte man aber noch kein genaueres Verständnis für diese Krankheit. So sagte ihm etwa sein Hausarzt, seine Halluzinationen würden durch Tabakgenuss hervorgerufen.
Parallel dazu wiesen seine Erzählungen zunehmenden Realismus und Gesellschaftskritik auf. Schließlich durchlebte Akutagawa zusätzlich zu seiner eigenen Krankheit auch den Verfall der Gesellschaft, die sich auf einen Expansionskrieg zubewegte.
Obwohl er mittlerweile ein respektierter Schriftsteller war, ging es ihm immer schlechter und seine Symptome nahmen zu. Er versuchte, seine Situation in der Erzählung „Zahnräder“ zu verarbeiten, geriet jedoch immer tiefer in eine Krise (der Titel hat seine Halluzinationen zum Inhalt: Er halluzinierte immer wieder Zahnräder, die sich in sein Gesichtsfeld schoben). Er beschäftigte sich mit dem Thema Suizid. Die damals verbreitete Meinung zum Thema Suizid in der japanischen Gesellschaft war, dass er moralisch richtig sei, falls keine andere Lösung möglich sei. Akutagawa legte diese Maxime so aus, dass jeder Selbstmörder keine andere Lösung mehr gesehen und damit moralisch richtig gehandelt habe. Vor seiner Ehefrau nicht mehr in der von der japanischen Gesellschaft geforderten Rolle des Ehemanns auftreten zu können, gab 1927 schließlich den Ausschlag für seinen Suizid.
In seinem Gedenken wird der renommierte Akutagawa-Preis halbjährlich an herausragende japanische Schriftsteller verliehen.
1950 wurden seine Kurzgeschichten Rashōmon (1915) und Im Dickicht (1922) von dem berühmten japanischen Regisseur Akira Kurosawa unter dem erstgenannten Titel verfilmt. Rashōmon diente zudem der japanischen Komponistin Mayako Kubo als Vorlage für eine Oper (1996). Die Kurzgeschichten wurden in einer Oper mit dem Titel Rashomon: The Opera (1995–99) von Alejandro Viñao inszeniert. Sie dienten auch, zusammen mit anderen Geschichten von Akutagawa, als Grundlage für Michael John LaChiusas Musical See What I Wanna See.

## Bedeutung

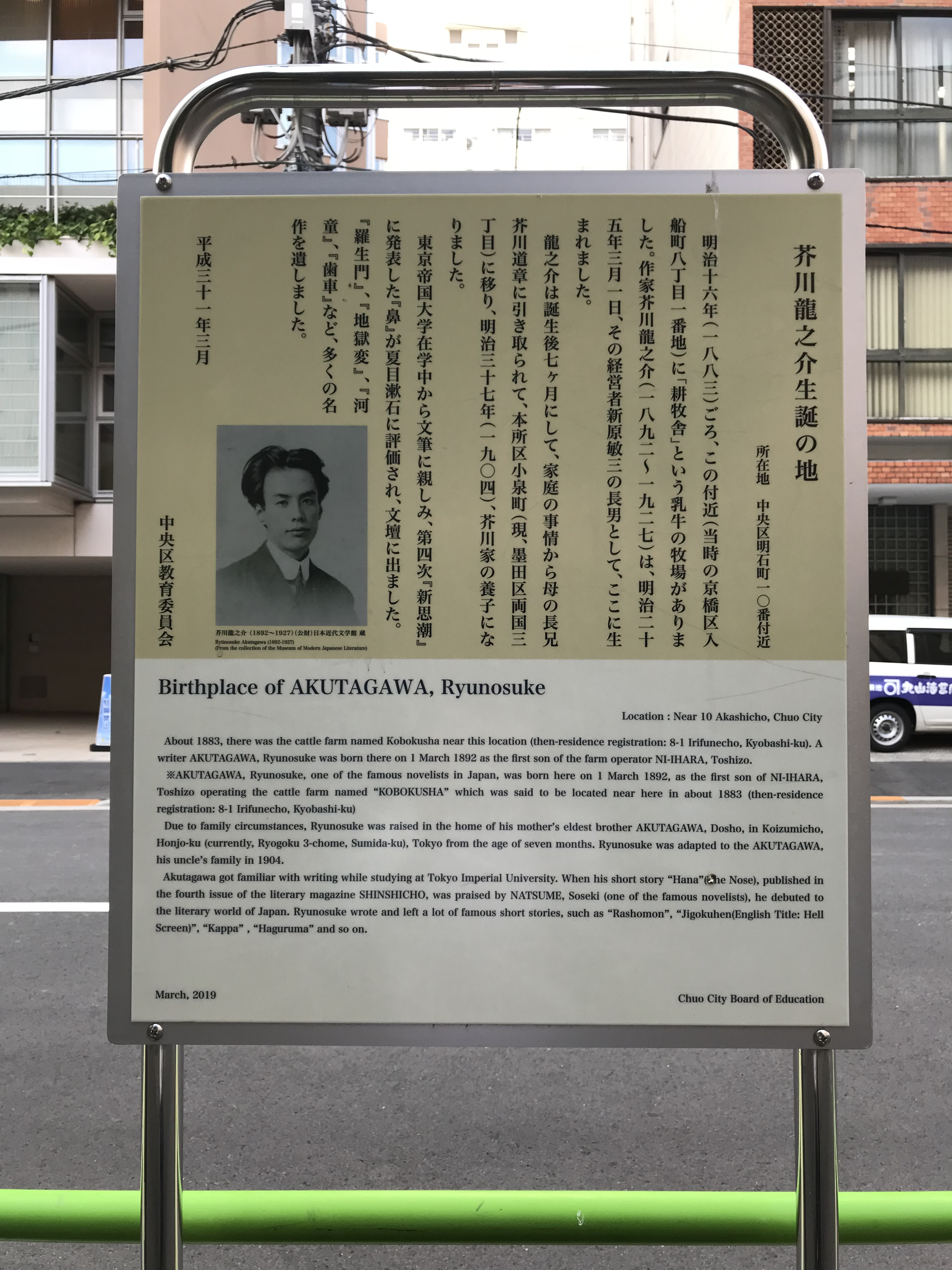
Gedenktafel an der Stelle von Akutagawas Geburtshaus in Tokyo

Akutagawa versuchte als einer der ersten asiatischen Dichter und Schriftsteller, den einheimischen Literaturstil mit der europäischen Literatur zu verbinden und so zu modernisieren. Durch seinen Schreibstil revolutionierte er seine Epoche und hat nachhaltig die größten japanischen Schriftsteller beeinflusst.
Akutagawa war sowohl mit der japanischen und chinesischen als auch mit der europäischen Literatur vertraut. Beeinflusst wurde er unter anderem von Autoren wie Edgar Allan Poe, Charles Baudelaire, Oscar Wilde, Mori Ōgai und Natsume Sōseki. Der Titel seines autobiografischen Werks „Das Leben eines Narren“ bezieht sich auf den ebenfalls autobiografischen Roman „Le plaidoyer d’un fou“ von August Strindberg aus dem Jahre 1895, in dem Strindberg ein schonungsloses Bild seiner Ehe mit Siri von Essen zeichnet.
Der vielgestaltige Stoff seiner Kurzgeschichten ist oft japanischen Volkssagen oder der Literatur des japanischen Mittelalters entlehnt. Die Geschichten haben meist einen zutiefst psychologischen Hintergrund. So bleiben sie auch dann auf die aktuellen Verhältnisse übertragbar, wenn sie in einer historischen Epoche angesiedelt sind.
In der japanischen Literatur gilt er als einer der wichtigsten Vertreter der so genannten Intellektuellen Schule, die versuchte, einen Mittelweg zwischen der rein objektiven Beschreibung des Naturalismus und dem gefühlsüberladenen Neoromantismus zu finden.

## Werke
- 1914 Rōnen 老年

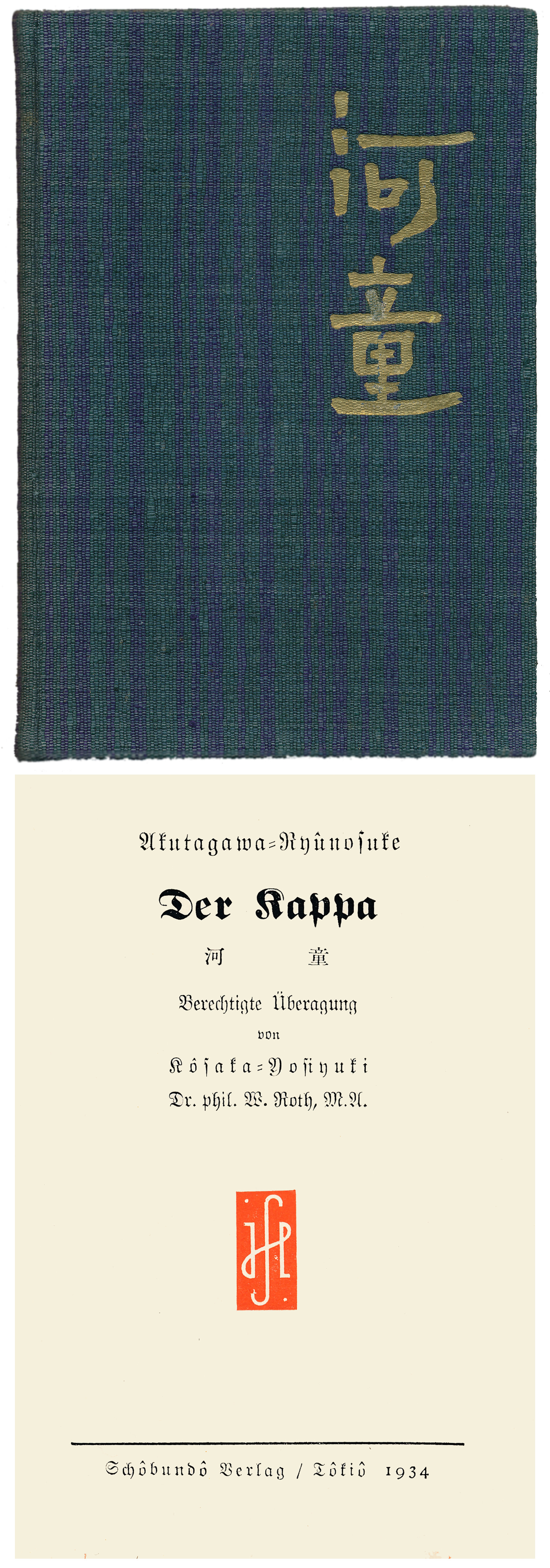
Der Kappa. Schobundo Verlag, Tokio 1934. Dt. Erstausgabe

- 1915 Rashōmon 羅生門 (dt. Rashomon) Einleitung zu Akira Kurosawas Film Rashomon – Das Lustwäldchen
  - dt. Rashomon. Übersetzt von Jürgen Berndt, in: Akutagawa. Japanische Novellen, Berlin Verlag Volk und Welt, 1966, S. 115–124
- 1916 Hana 鼻 (dt. Die Nase)
- 1917 Kubi ga ochita hanashi
  - Akutagawa Ryūnosuke: Die Geschichte vom abgefallenen Kopf. In: Deutsche Gesellschaft für Natur- und Völkerkunde Ostasiens (Hrsg.): OAG Notizen. Nr. 11_2013. Tokyo November 2013, S. 24–31 (oag.jp [PDF; abgerufen am 29. Juli 2015]).
- 1918 Jigokuhen 地獄変
  - dt. Qualen der Hölle. Übersetzt von Jürgen Berndt, in: Akutagawa. Japanische Novellen, Berlin Verlag Volk und Welt, 1966, S. 125–168
- 1918 Kumo no ito 蜘蛛の糸
  - dt. Der Faden der Spinne. Übersetzt von Heinz Brasch, in: Japan erzählt. Hrsg. Margarete Donath, Frankfurt 1990, ISBN 3-596-10162-X, S. 7–11
- 1919 Mori-sensei 森先生
  - dt. Professor Mori. Übersetzt von Jürgen Berndt, in: Akutagawa. Japanische Novellen, Berlin Verlag Volk und Welt, 1966, S. 291–310
- 1919 Majutsu 魔術 (dt. Zauberkünste)
  - Akutagawa Ryūnosuke: Magie. In: Deutsche Gesellschaft für Natur- und Völkerkunde Ostasiens (Hrsg.): OAG Notizen. Nr. 11_2013. Tokyo November 2013, S. 32–39 (oag.jp [PDF; abgerufen am 29. Juli 2015]).
- 1920 Aki 秋
  - dt. Herbst. Übersetzt von Jürgen Berndt, in: Akutagawa. Japanische Novellen, Berlin Verlag Volk und Welt, 1966, S. 7–26
- 1920 Shunzanzu (dt. Das Bild von den Bergen im Herbst)
- 1920 Nankin no kirisuto 南京の基督
  - Akutagawa Ryūnosuke: Der Christus von Nanjing. In: Deutsche Gesellschaft für Natur- und Völkerkunde Ostasiens (Hrsg.): OAG Notizen. Nr. 11_2011. Tokyo Mai 2011, S. 3–13 (oag.jp [PDF; abgerufen am 3. Juni 2012]).
- 1920 Kokui seibo
  - Akutagawa Ryūnosuke: Die Madonna im schwarzen Gewand. In: Deutsche Gesellschaft für Natur- und Völkerkunde Ostasiens (Hrsg.): OAG Notizen. Nr. 11_2014. Tokyo November 2014, S. 27–31 (oag.jp [PDF; abgerufen am 29. Juli 2015]).
- 1920 Yūkawa
  - Akutagawa Ryūnosuke: Die Versuchung – Ein Drehbuch. In: Deutsche Gesellschaft für Natur- und Völkerkunde Ostasiens (Hrsg.): OAG Notizen. Nr. 11_2014. Tokyo November 2014, S. 31- (oag.jp [PDF; abgerufen am 29. Juli 2015]).
- 1922 Shōgun 将軍
  - dt. Der General. Übersetzt von Jürgen Berndt, in: Akutagawa. Japanische Novellen, Berlin Verlag Volk und Welt, 1966, S. 191–290
- 1922 Niwa 庭
  - dt. Der Garten. Übersetzt von Jürgen Berndt, in: Akutagawa. Japanische Novellen, Berlin Verlag Volk und Welt, 1966, S. 311–322
- 1922 Yabu no Naka 薮の中 Vorlage zu Akira Kurosawas Film Rashomon – Das Lustwäldchen
  - dt. Im Dickicht. Übersetzt von Jürgen Berndt, in: Akutagawa. Japanische Novellen, Berlin Verlag Volk und Welt, 194, 1966, S. 69–82.  Vorlage zum Hauptteil in Akira Kurosawas Film Rashomon – Das Lustwäldchen
- 1924 Ikkai no Tsuchi 一塊の土 (dt. Ein Stück Erde)
- 1927 Genkakusambō 玄鶴山房
  - Genkakus Bergklause. Übersetzt von Jürgen Berndt, in: Akutagawa. Japanische Novellen, Berlin Verlag Volk und Welt, 1966, S. 232–346
- 1927 Kappa 河童
  - dt. Der Kappa. Übersetzt von Kosaka-Yosiyuki u. W. Roth, Schobundo Verlag, Tokio 1934, Dt. Erstausgabe; Kappa. Übersetzt von Jürgen Berndt, in: Ryunosuke Akutagawa, Rashomon. Ausgewählte Prosa, Verlag Volk und Welt, Berlin 1991, S. 483–536. ISBN 3-353-00848-9[4]
- 1927 Haguruma 歯車 (dt. Zahnräder) Eindringliche Schilderung seiner psychotischen Symptomatik
- 1927 Aru ahō no isshō 或阿呆の一生 Autobiografie in Form aphoristischer Episoden
  - dt. Das Leben eines Narren. Aus dem Japanischen von Otto Putz. Suhrkamp Verlag, Frankfurt am Main 1997, ISBN 978-3-518-22254-6[5]
- 1927 Mitsu no mado 三つの窓
  - Akutagawa Ryūnosuke: Drei Fenster. In: Deutsche Gesellschaft für Natur- und Völkerkunde Ostasiens (Hrsg.): OAG Notizen. Nr. 11_2011. Tokyo Mai 2011, S. 13–23 (oag.jp [PDF; abgerufen am 3. Juni 2012]).
- 1927 Yume 夢
  - dt. Der Traum. Übersetzt von Armin Stein, in: Akutagawa. Die Fluten des Sumida. München Iudicium 2010, S. 159–165.
- 1927 Saihō no Hito 西方の人 (nachgelassenes Manuskript)
  - dt. Der Mann aus dem Westen. Übersetzt von Armin Stein, in: Akutagawa. Die Fluten des Sumida. München Iudicium 2010, S. 166–191

## Zitate
- „Was sich nun am besten als Sprungbrett [in den Selbstmord] eignet, ist eine Frau.“[6]
- „Ich dachte an dieses Feuerwerk. An dieses Feuerwerk, das wie unser Leben ist, sagte der französische Marineoffizier, während er freundlich in Akikos Gesicht heruntersah, in einem fast belehrenden Ton.“ (Aus der Erzählung Der Chrysanthemenball, in: Das große Japan-Lesebuch, München 1990, S. 29) (Der Marineoffizier spielt auf den französischen Schriftsteller Pierre Loti (1850–1923) an, dessen bürgerlicher Name Julien Viaud war.)

## Verfilmungen
- Basierend auf den Novellen „Rashomon“ und „Im Dickicht“:
  - „Rashomon“ (jap. 羅生門, 1950, Japan), Regie: Akira Kurosawa
  - „Carrasco, der Schänder“ (1964, Vereinigte Staaten) Regie: Martin Ritt
  - „Im Netz der Leidenschaft“ (engl. Iron Maze, 1991), Regie: Hiroaki Yoshida[7]
  - „In the Thicket / New Rashomon“ (jap. 籔の中, 1996, Japan), Regie: Hisayasu Satō
  - „Misty“ (1997), Regie: Kenki Saegusa[8]
  - „Tajomaru“ (2009, Japan), Regie: Hiroyuki Nakano
  - „Die Empörung“ (2011, Thailand) Regie: M.L. Pundhevanop Dhewakul
  - „In a Grove“ (2012, Vereinigte Staaten) Regie: Mike Bazanele[9]
  - „Meschok bes dna“ (2017, Russland), Regie: Rustam Chamdamow
  - „Der japanische Gott“ (2019, Russland) – Regie: Alexander Basow[10]

- Basierend auf der Novelle „Der Christus von Nanjing“:
  - „Der Christus von Nanjing“ (chin. 南京的基督, 1995), Regie: Tony Au

- Basierend auf der Novelle „Hexe“:
  - „Die Hexe“ (jap. 妖婆, 1976), Regie: Imai Tadashi

- Basierend auf der Erzählung „Der Faden der Spinne“:
  - „Der Faden der Spinne“ (jap. 蜘蛛の糸 Kumo no ito) 11. Episode der Anime-Serie „Aoi Bungaku“ (2009)

- Basierend auf der Erzählung „Qualen der Hölle“:
  - „Qualen der Hölle“ (jap. 地獄変 Jigokuhen) 12. Episode der Anime-Serie „Aoi Bungaku“